# 高梨哲四郎

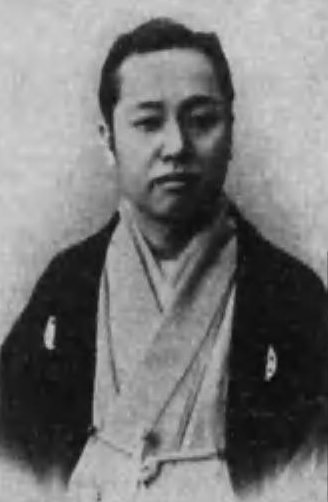
高梨哲四郎

高梨 哲四郎（たかなし てつしろう、1856年3月8日（安政3年2月2日） - 1923年（大正12年）2月22日）は、日本の衆議院議員（山下倶楽部→中正倶楽部→甲辰倶楽部）、弁護士。

## 経歴
江戸小石川に幕臣高梨仙太夫の四男として生まれる。須藤時一郎・沼間守一は実兄。1869年（明治2年）、横浜に出て、尺振八のもとで英学を学んだ。1872年（明治5年）、大蔵省翻訳局に出仕するが、1年足らずで翻訳局が廃止されたため官を辞した。その後、法律学を学んで1876年（明治9年）に代言人の免許を得た。代言人としての業績には、横浜瓦斯局事件で横浜瓦斯局を民有に帰すよう尽力したこと、東京代言人組合が福地源一郎を名誉棄損で訴えた際に福地の弁護を買って出たこと、などがあげられる。政治面では、当初は立憲改進党に属したが、井上馨の自治党構想に参加した。しかし自治党結成が中止されると無所属として活動した。
1890年（明治23年）、第1回衆議院議員総選挙（東京府第6区）で当選。以後、7回の当選回数を数えた。その間、第2次松方内閣のもとで台湾総督府民政局参事官を務め、1900年（明治33年）には横浜株式取引所理事長に選ばれた。

## 家族
- 父・高梨仙翁 - 元幕臣
- 兄・沼間守一
- 兄・須藤時一郎
- 妻・さい - 元芸者。もともとは妾であった。次妾と同居していた。[5]。
- 子に豹、洞、麟、瀧、謙、せん[6]